# DEK
DEK (англ. DEK proto-oncogene) – білок, який кодується однойменним геном, розташованим у людей на короткому плечі 6-ї хромосоми. Довжина поліпептидного ланцюга білка становить 375 амінокислот, а молекулярна маса — 42 674.
| 10         |  | 20         |  | 30         |  | 40         |  | 50         |
| ---------- |  | ---------- |  | ---------- |  | ---------- |  | ---------- |
| MSASAPAAEG |  | EGTPTQPASE |  | KEPEMPGPRE |  | ESEEEEDEDD |  | EEEEEEEKEK |
| SLIVEGKREK |  | KKVERLTMQV |  | SSLQREPFTI |  | AQGKGQKLCE |  | IERIHFFLSK |
| KKTDELRNLH |  | KLLYNRPGTV |  | SSLKKNVGQF |  | SGFPFEKGSV |  | QYKKKEEMLK |
| KFRNAMLKSI |  | CEVLDLERSG |  | VNSELVKRIL |  | NFLMHPKPSG |  | KPLPKSKKTC |
| SKGSKKERNS |  | SGMARKAKRT |  | KCPEILSDES |  | SSDEDEKKNK |  | EESSDDEDKE |
| SEEEPPKKTA |  | KREKPKQKAT |  | SKSKKSVKSA |  | NVKKADSSTT |  | KKNQNSSKKE |
| SESEDSSDDE |  | PLIKKLKKPP |  | TDEELKETIK |  | KLLASANLEE |  | VTMKQICKKV |
| YENYPTYDLT |  | ERKDFIKTTV |  | KELIS      |  |            |  |            |

A: Аланін

C: Цистеїн

D: Аспарагінова кислота

E: Глутамінова кислота

F: Фенілаланін

G: Гліцин

H: Гістидин

I: Ізолейцин

K: Лізин

L: Лейцин

M: Метіонін

N: Аспарагін

P: Пролін

Q: Глутамін

R: Аргінін

S: Серин

T: Треонін

V: Валін

Кодований геном білок за функціями належить до регуляторів хроматину, фосфопротеїнів. 
Задіяний у таких біологічних процесах, як ацетилювання, альтернативний сплайсинг. 
Білок має сайт для зв'язування з ДНК. 
Локалізований у ядрі.